# Dryudella
Dryudella ist eine Gattung der Grabwespen (Spheciformes) aus der Familie Crabronidae. Weltweit sind 42 Arten bekannt, die überwiegend in der Paläarktis auftreten, neun Arten besiedeln die Nearktis, eine, Dryudella pinguis, lebt in der Holarktis. 13 sind auch in Europa.

## Merkmale
Die Gattung kann von der ähnlichen Astata durch das nur sehr fein strukturierte Propodeum unterschieden werden. Auch teilt eine sehr feine Flügelader die Submarginalzelle I im Vorderflügel. Anders als bei der ähnlichen Gattung ist die Stirn der Männchen nicht schwarz, sondern trägt einen großen, gelblichen Fleck vor dem vorderen Punktauge (Ocellus). Das glänzende Pygidialfeld der Weibchen ist nur von wenigen, ungekrümmten Wimperhärchen gerandet.

## Lebensweise
Die Brut wird mit Wanzen verschiedener Familien, am häufigsten mit Baumwanzen (Pentatomidae) versorgt.

## Arten (Europa)
- Dryudella aquitana (Pulawski 1970)
- Dryudella bifasciata (von Schulthess 1926)
- Dryudella erythrosoma (Pulawski 1959)
- Dryudella esterinae Pagliano 2001
- Dryudella femorallis (Mocsary 1877)
- Dryudella freygessneri (Carl 1920)
- Dryudella lineata Mocsary 1879
- Dryudella monticola (Giner Mari 1945)
- Dryudella picticornis (Gussakovskij 1927)
- Dryudella pinguis (Dahlbom 1832)
- Dryudella sepulchralis (Beaumont 1968)
- Dryudella stigma (Panzer 1809)
- Dryudella tricolor (Vander Linden 1829)

## Belege